# Cruise Bonaria
Die Cruise Bonaria ist eine Fähre der italienischen Reederei Grimaldi Lines.

## Geschichte

### Bau und Einsatz
Das Schiff wurde am 28. Juni 1999 bei der Fincantieri-Werft in Genua auf Kiel gelegt. Der Stapellauf erfolgte am 31. Januar 2000. Am 25. November 2000 wurde es an die griechische Reederei Minoan Lines abgeliefert. Die Taufe auf den Namen Knossos Palace fand am 30. November 2000 im Heimathafen Heraklion statt. Die nach dem minoischen Palast von Knossos benannte Fähre wurde vorrangig auf der Strecke Piräus – Heraklion eingesetzt und in den Herbst- und Wintermonaten auch als Kreuzfahrtschiff eingesetzt.
Ende 2020 tauschten Minoan Lines und Grimaldi Lines die Knossos Palace und die Cruise Bonaria. Die bisherige Knossos Palace wurde in Cruise Bonaria umbenannt und auf der Fährverbindung zwischen Civitavecchia und Olbia auf  Sardinien eingesetzt.

### Zwischenfall
Im Jahre 2004 kam es an Bord zu einem Brand auf dem Autodeck des Schiffes. Nach dem Brand wurde das Schiff zunächst außer Dienst gestellt. Erst im Oktober 2006 konnte mit der Reparatur begonnen werden, die am 1. November 2006 abgeschlossen war.

## Maschinenanlage und Antrieb
Mit einer Reisegeschwindigkeit von 29 Knoten gehört das Schiff zu den schnellsten Fähren der Welt. Angetrieben wird es von vier Wärtsilä-16V46C-Dieselmotoren, die über Getriebe und Wellenanlage auf zwei Verstellpropeller wirken. Zudem verfügt das Schiff über vier Querstrahlruder, um die Manövrierfähigkeit beim An- und Ablegen zu verbessern. Insgesamt verfügen die Maschinen des Schiffes über eine Leistung von 67.200 kW.

## Ausstattung und Bordeinrichtungen
Es gibt neun Kabinenklassen. Alle Kabinen verfügen über ein WC und eine Dusche, viele über Fernseher. Die Kabinen sind Zwei- bis Vierbettkabinen. Luxuskabinen besitzen ein oder zwei Betten. Insgesamt verfügt das Schiff über 231 Betten in der 1. Klasse und 758 Betten in der 2. Klasse. Für Haustiere gibt es einen Spezialbereich an Deck.
Darüber hinaus bietet das Schiff noch folgende Einrichtungen:
- Schwimmbereich mit getrenntem Kinderpool.
- Spielcasino/Glücksspielbereich
- Einkaufszentrum
- Kino
- Großer Konferenzraum

## Trivia
- Von der europäischen Fachzeitschrift „Cruise & Ferry Info“ wurde die Knossos Palace zur weltbesten Kreuzfahrtfähre für das Jahr 2000 ernannt.
- Beim Londoner Wettbewerb „Cruise & Ferry Conference/Lloyd’s List“ ist die Knossos Palace als die Kreuzfahrtfähre mit der weltweit besten Innenarchitektur ausgezeichnet worden.